# Хілько Ольга Вікторівна
Ольга Вікторівна Хілько (біл. Вольга Віктараўна Хілько; нар. 24 березня 1979, Бобруйськ, Могильовська область, БРСР) — білоруська борчиня вільного стилю, бронзова призерка чемпіонату світу, дворазова срібна призерка чемпіонатів Європи, бронзова призерка Кубку світу, учасниця двох Олімпійських ігор. Майстер спорту Білорусі міжнародного класу.

## Біографія
Вільною оротьбою почала займатися з 1999 року. До того займалася дзюдо і самбо.

## Виступи на Олімпіадах
| Змагання                    | Збірна   | Вагова категорія | Місце |
| --------------------------- | -------- | ---------------- | ----- |
| Літні Олімпійські ігри 2004 | Білорусь | 63 кг            | 6     |
| Літні Олімпійські ігри 2008 | Білорусь | 63 кг            | 12    |

## Виступи на Чемпіонатах світу
| Змагання                        | Збірна   | Вагова категорія | Місце  |
| ------------------------------- | -------- | ---------------- | ------ |
| Чемпіонат світу з боротьби 2001 | Білорусь | 62 кг            | 5      |
| Чемпіонат світу з боротьби 2002 | Білорусь | 63 кг            | 11     |
| Чемпіонат світу з боротьби 2003 | Білорусь | 63 кг            | 8      |
| Чемпіонат світу з боротьби 2005 | Білорусь | 63 кг            | Бронза |
| Чемпіонат світу з боротьби 2006 | Білорусь | 63 кг            | 10     |
| Чемпіонат світу з боротьби 2007 | Білорусь | 63 кг            | 21     |
| Чемпіонат світу з боротьби 2008 | Білорусь | 67 кг            | 11     |
| Чемпіонат світу з боротьби 2010 | Білорусь | 67 кг            | 11     |

## Виступи на Чемпіонатах Європи
| Змагання                         | Збірна   | Вагова категорія | Місце  |
| -------------------------------- | -------- | ---------------- | ------ |
| Чемпіонат Європи з боротьби 2001 | Білорусь | 62 кг            | 11     |
| Чемпіонат Європи з боротьби 2002 | Білорусь | 63 кг            | 8      |
| Чемпіонат Європи з боротьби 2003 | Білорусь | 63 кг            | 7      |
| Чемпіонат Європи з боротьби 2004 | Білорусь | 63 кг            | 8      |
| Чемпіонат Європи з боротьби 2005 | Білорусь | 63 кг            | Срібло |
| Чемпіонат Європи з боротьби 2006 | Білорусь | 63 кг            | 7      |
| Чемпіонат Європи з боротьби 2007 | Білорусь | 63 кг            | 9      |
| Чемпіонат Європи з боротьби 2008 | Білорусь | 63 кг            | Срібло |
| Чемпіонат Європи з боротьби 2011 | Білорусь | 63 кг            | 13     |

## Виступи на Кубках світу
| Змагання                    | Збірна   | Вагова категорія | Місце  |
| --------------------------- | -------- | ---------------- | ------ |
| Кубок світу з боротьби 2007 | Білорусь | 63 кг            | 5      |
| Кубок світу з боротьби 2009 | Білорусь | 67 кг            | Бронза |

## Виступи на інших змаганнях
| Змагання                                                  | Збірна   | Вагова категорія | Місце  |
| --------------------------------------------------------- | -------- | ---------------- | ------ |
| Олімпійський кваліфікаційний турнір 2004                  | Білорусь | 63 кг            | 10     |
| Олімпійський кваліфікаційний турнір 2004                  | Білорусь | 63 кг            | Бронза |
| Чемпіонат світу з боротьби серед студентів 2004           | Білорусь | 63 кг            | Бронза |
| Klippan Lady Open 2005                                    | Білорусь | 63 кг            | Срібло |
| Гран-прі Німеччини з боротьби 2005                        | Білорусь | 67 кг            | Срібло |
| Чемпіонат світу з боротьби серед студентів 2005           | Білорусь | 63 кг            | Срібло |
| Klippan Lady Open 2006                                    | Білорусь | 63 кг            | Срібло |
| Гран-прі Німеччини з боротьби 2006                        | Білорусь | 67 кг            | Золото |
| Відкритий жіночий чемпіонат Австрії з боротьби 2006       | Білорусь | 67 кг            | Золото |
| Золотий Гран-прі з боротьби 2006                          | Білорусь | 63 кг            | Бронза |
| Гран-прі Німеччини з боротьби 2007                        | Білорусь | 67 кг            | 5      |
| Відкритий жіночий чемпіонат Австрії з боротьби 2007       | Білорусь | 67 кг            | Золото |
| Олімпійський кваліфікаційний турнір 2008                  | Білорусь | 63 кг            | Золото |
| Чемпіонат світу з боротьби серед військовослужбовців 2010 | Білорусь | 72кг             | 4      |
| Турнір Олександра Медведя 2011                            | Білорусь | 63 кг            | 7      |